# Detlef Richter
Detlef Richter   (Leipzig, 6 de juny de 1956) és un pilot de bob alemany, ja retirat, que va competir sota bandera de la República Democràtica Alemanya durant la dècada de 1980.
El 1980 va prendre part en els Jocs Olímpics d'Hivern de Lake Placid, on guanyà la medalla de bronze en la prova de bobs a quatre del programa de bob. Formà equip amb Horst Schönau, Roland Wetzig i Andreas Kirchner. El 1988, va participar en els Jocs de Calgary, on fou vuitè en la mateixa prova.
En el seu palmarès també destaquen tres medalles de plata i dues de bronze al Campionat del món de bob, així com tres medalles de plata al Campionat d'Europa de bob.